# Marcel Sabitzer
Marcel Sabitzer (nascut el 17 de març de 1994) és un futbolista professional austríac que juga com a migcampista al Borussia Dortmund i a la selecció austríaca.
És fill de l'exinternacional austríac Herfried Sabitzer.

## Carrera esportiva
El 30 de maig de 2014, va signar un contracte de quatre anys amb RB Leipzig, i va ser cedit per una temporada al FC Red Bull Salzburg. L'1 d'abril de 2016, Sabitzer va estendre el seu contracte fins al 2021.

## Carrera internacional
Sabitzer va fer el seu debut amb Àustria el 5 de juny de 2012, en un empat sense gols en contra de Romania.